# Vencislav Hristov
Vencislav Dimitrov Hristov (in bulgaro Венцислав Димитров Христов?; Sofia, 9 novembre 1988) è un calciatore bulgaro, attaccante del Nesebăr.

## Carriera

### Club
Ha giocato nella massima serie bulgara col Montana, PSFK Černomorec Burgas e Beroe.

### Nazionale
Ha esordito con la maglia della nazionale bulgara nel 2013.